# Rue de la Martinique
Rue de la Martinique är en gata i Quartier de la Chapelle i Paris artonde arrondissement. Gatan är uppkallad efter det franska departementet Martinique. Rue de la Martinique börjar vid Rue de la Guadeloupe 6 och slutar vid Rue de Torcy 25.

## Omgivningar
- Saint-Denys de la Chapelle
- Sainte-Jeanne-d'Arc
- Impasse de la Chapelle
- Cité de la Chapelle
- Boulevard de la Chapelle
- Place de la Chapelle
- Bois Dormoy
- Jardin Nusch-Éluard
- Marché de La Chapelle

## Bilder
| - Gatuskylt. - Saint-Denys de la Chapelle. - Sainte-Jeanne-d'Arc. - Jardin Nusch-Éluard. |

## Kommunikationer
- Tunnelbana – linje  – Marx Dormoy
- Busshållplats Place de Torcy – Paris bussnät

### Webbkällor
- ”Rue de la Martinique”. Mairie de Paris. https://web.archive.org/web/20160303213907/http://www.v2asp.paris.fr/commun/v2asp/v2/nomenclature_voies/Voieactu/6060.nom.htm. Läst 15 september 2023.
- ”Rue de la Martinique”. Les rues de Paris. https://web.archive.org/web/20190901222217/http://www.parisrues.com/rues18/paris-18-rue-de-la-martinique.html. Läst 15 september 2023.